# Гінкмар
Гінкмар (лат. Hinkmar, близько 806, Північна Галлія — 21 грудня 882, Еперне) — Реймський архієпископ (з 845 року), політик, історик і керівник Франкської церкви.

## Біографія
Гінкмар походив із знатного франкського роду, з дитинства був призначений для духовної кар'єри, виховувався в монастирі Сен-Дені під Парижем, його наставником був Гілдуїн (з 815 року намісник монастиря в Сен-Дені), учень Алкуїна і перший перекладач на латинську мову «Ареопагітики». У 822 році Гінкмар разом з Гілдуїном прибув до двору імператора Людовика Благочестивого, але у 830 році, після віддалення свого наставника від двору, Гінкмар також покинув придворну капелу. У 834 році Гінкмар вернувся до двору і став радником імператора. У 845 році за вказівкою західнофранкського короля Карла II Лисого Гінкмар поставлений архієпископом Реймським і примасом франкської Церкви замість позбавленого влади у 835 році архієпископа Ебона, який продовжив боротьбу за Реймськую кафедру і в 840-841 роках на короткий строк добився від папи Римського відновлення в сані.
Ставши архієпископом, Гінкмар прагнув поправити майнове становище архієпископства, що погіршилося в період вакації і боротьби за кафедру. Йому вдалося підпорядкувати своєму впливу поставлений Ебоном клір (за нормами церковного права через позбавленого влади Ебона проведені ним рукоположення були недійсними). Не зважаючи на заперечення Римського престолу, Гінкмар як примас Галлії коронував Карла Лисого. При Гінкмарі було закінчене будівництво кафедрального собору в Реймсі. Він провів реорганізацію архієпископства, що вподальшому стало причиною для звинувачення Гінкмара зі сторони імператора Лотаря I у перевищенні повноважень; але на Соборі в Суассоні у 853 році дії Гінкмара були одобрені, у 855 році це підтвердив папа Бенедикт III.
З 852 року Гінкмар видав ряд постанов, направлених на зміцнення влади архієпископа в провінції і впорядкування місцевого церковного законодавства (Capitula episcoporum 852, 856, 874, 877 років). Проводив політику зміцнення церковної дисципліни, викорінення симонії, активно використовував місцеві Собори західнофранкського духовенства для проведення реформ. На Соборах Гінкмар здобув провідне положення, чому сприяла його активна позиція у суперечці про божественну зумовленість з Готшалком із Орбе. У 858 році йому вдалося об'єднати західнофранкських прелатів і домогтися засудження загарбницької політики Людовика II Німецького (843-876 роки).
За дорученням папи Миколая I Гінкмар у праці «De regis persona et regio ministerio» (Про особу короля і королівську службу, 873 року) розвинув вчення про те, що влада світського володаря є залежною від благословення Церкви, бо тільки помазання ставить правителя над підданими і наставляє його до істинної цілі, так як, згідно з Гінкмаром, гідність понтифіків вища, ніж гідність королів. Християнський правитель, з одної сторони, повинен підчинятися єпископам, що звершують над ним обряд миропомазання, з іншої — пов'язаний у своїх діях договором, на основі якого він вибраний. Тобто, у зобов'язання монарха входить як захист Церкви і боротьба з ворогами віри, так і служіння усьому християнському суспільству, включаючи відбиття зовнішньої небезпеки, утвердження справедливості, прояв милосердя до підданих і турбота про вдів і сиріт. У випадку ж неспроможності правителя виконувати свої зобов'язання або навмисного невиконання ним вказаного договору і порушення тим самим Божественного закону єпископи і світські сеньйори отримують право на непокору і бунт. Характерно, що в складених Гінкмаром інструкціях для проведення королівських коронацій (що включали настанови правителю, а також клятву, яку той повинен промовити) коронація як світський акт і помазання як релігійний обряд починають розглядатися як складові частини єдиного церемоніального дійства. Саме ці коронаційні чини (лат. ordines coronationis) згодом були положені в основу відповідних ритуалів західноєвропейських монархій. Так наприклад, сучасна коронаційна церемонія англійських королів включає молитви і гімни, зібрані, відредаговані або складені Гінкмаром.
У праці «De divortio Lotharii regis et Teutbergae reginae» (Про розлучення короля Лотаря ІІ і королеви Теутбергі, 860/861 роки) Гінкмар, виступив проти розлучення короля, підтримав тезіс про пріоритет духовної влади у справах шлюбу. Утверджуючи незалежність церковної ієрархії від світської влади, він доводив у праці «Expositiones ad Carolum regem pro Ecclesiae libertatum defensione» (Тлумачення на захист свобод Церкви, адресовані королю Карлу), що земне царство досягається війнами, разширюється перемогами, а не відлученнями намісників апостола чи єпископів. В той же час, використовуюючи положення канонічного права, Гінкмар відстоював незалежність архієпископів у відносинах з папами (в особі Миколи I, Адріана II та Іоана VIII). Виступав за більший контроль зі сторони архієпископа над кліром дорученої йому єпархії.
Гінкмар був одним з перших, хто висловив сумніви в достовірності Лжеісидорових декреталій, що стверджували безмежну владу папи у призначенні і зміщенні єпископів і скликанні Соборів. Німецький вчений Ф. В. Вассершлебен у середині XIX століття висунув версію про створення Лжеісидорових декреталій в Реймсі, яка в наш час[коли?] вважається застарілою. На думку дослідника, приводом до створення цього зводу послужив конфлікт коло рукоположень і призначень на церковні посади Вульфада (пізніше єпископа Буржського) та інших кліриків, проведених архієпископом Ебоном. Після позбавлення влади Ебона і призначення на Реймську кафедру Гінкмара, стало питання про дійсність рукоположень, здійснених позбавленим влади архієпископом Ебоном. Справи цих кліриків розглядалися на декількох Соборах під керівництвом Гінкмара. Лжеісидорові декреталії, як припустив Вассершлебен, були складеними прибічниками Ебона (в документах велика увага приділялася ускладненню процесу звинувачення єпископів та обмеженню влади архієпископа), але вміло використані Гінкмаром і спрямовані проти позбавленого влади архієпископа і його ставлеників. За іншою версією, Гінкмар сам сприяв розповсюдженню декреталій у Західнофранкському королівстві, посилаючись на них у трактаті 852 року і підтвердив деякі їх положення на Соборі в К'єрзі (857 року). У 866 році незадоволення папи викликали дії Гінкмара проти назначеного Ебоном єпископа Вульфада Буржського, що користувався впливом при дворі. У 868 році суперечка про повноваження архієпископа і положеннях Лжеісидорових декреталій виникла між Гінкмаром і його племінником Гінкмаром, єпископом Ланським.
У 869 році Гінкмар підтримав спробу Карла Лисого захопити Лотарингію, але пізніше неодноразово виступав проти його імперської політики та Італійських походів (875 та 877 років). У 876 році Гінкмар суперечив створенню папського вікаріатства для Галлії та Німеччини, керівником якого був поставлений Ансегіз Санський, бачачи в цьому загрозу своєму положенню примаса Галлії. Після смерті Карла Лисого у 877 році Гінкмар став фактично регентом Західнофранкського королівства, сприяв переходу корони до Людовика II Заїки, провів його коронацію. У 879 році втрутився у боротьбу за трон між синами Людовика ІІ — Людовиком III і Карломаном. Після нашестя норманів, Гінкмар тікає з Реймса в Еперне, де і помирає 21 грудня 882 року.

## Науковий доробок
Гінкмар відомий як автор деяких історичних трактатів та полемічних праць. Найвідомішим його трактатом був, написаний у 882 році, «Про управління палацом і королівством». Основна ідея його полемічних робіт: Бог зумовлює тільки до порятунку, приречення грішників до пекла означає, що Бог творить гріх. Писав про природу Трійці, про євхаристії (вірив у тотожність євхаристійного та історичного тіла Христа), про вшанування образів Спасителя і святих. Також відомі його роботи з канонічного права (про розлучення Лотаря II і Теутбергі, проти незалежності єпископів від метрополій). Єдність імперії бачив в єдності Церкви.
Як богослов Гінкмар став відомий критикою вчення про божественну зумовленість бенедиктинського монаха Готшалка із Орбе, згідно з яким у відношенні доль людей має місце подвійна зумовленість (gemina praedestinatio) Божа: одних — до благодаті і спасіння, інших — до гріха і до «справедливого осуду», тобто до погибелі (ad peccatum et ad peritum). Згідно з цією доктриною, спасіння не зависить від благодатної діяльності Церкви. Після осуду в 848 році за ініціативою Рабана Мавра на Соборі в Майнці Готшалк був вдруге осуджений у 849 році на Соборі в К'єрзі вже за ініціативою Гінкмара, у чиїй єпархії знаходився Орбе і до якого Рабан звернувся з спеціальним посланням. Підданий в К'єрзі бичуванню, Готшалк був заключений в абатство Овіллер поблизу Реймса, знаходячись в якому продовжував відстоювати свою точку зору і створувати нові твори. Він пропонував Гінкмару вирішити суперечку про зумовленість судом Божим, тобто випробуванням 4 кип'ячими котлами і хождінням по розпеченій плиті, а також пророкував, що через 3,5 роки архієпископ помре і на його місце буде вибраний сам Готшалк. У 863 році Гінкмар не підчинився наказові папи Миколая I звільнити Готшалка на папський суд до Риму. З питання про зумовленість Гінкмар написав трактат «De praedestinatione Dei et libero arbitrio» (Про зумовленість Божу і вільне зволення, 859/860 роки), згодом доповнений творами «Epistola ad Carolum regem, priori contra praedestinatianos dissertationi [deperditae] praefixa» (Послання до короля Карла, додане до ранішого [втраченого] розмірковування проти зумовлювачів, 856 рік), «De praedestinatione Dei et libero arbitrio posterior dissertatio adversus Gothescalcum et caeteros praedestinatianos» (Друге розмірковування про зумовленість Божу і вільному зволенню проти Готшалка і інших зумовлювачів, 859/860 роки), а також звернення «Ad reclusos et simplices» (До затворників і простаків, 849/850 роки). Спираючись на Святе Письмо і праці отців Церкви (зокрема, на збірник «Ареопагітики» в перекладі Гілдуіна), Гінкмар говорив про наявність зумовленості тільки до благодаті і спасіння, але не до гріха і до осуду; однак, з одної сторони, Бог Сам виступав би як джерело гріха, а з іншої — людина звільнювалася б від відповідальності за свої вчинки (що частково є перекручуванням позиції Готшалка). Але, згідно з Гінкмаром, зло попускається Богом, і Він може осудити людину на покарання в передбаченні його гріха.
У зв'язку з тим що ряд авторитетних мислителів того часу — Луп із Фер'єра, Пруденцій, єпископ Труа,- не підтримали Гінкмара і виступили на стороні Готшалка, а запит короля Карла Лисого до Ратрамна із Корбі, автору трактата «De praedestinatione Dei» (Про зумовленість Божу), не призвів до прояснення питання, Гінкмар за порадою Пардула, епископа Лану, звернувся до Іоана Скота Еріугена. В праці «De divina praedestinatione» (Про Божественну зумовленість, 857 року) Іоанн Скот писав, що Бог не зумовлює до зла і до смерті, оскільки вони суть применшення добра і життя, а зумовленість можлива тільки до сущого блага, тобто до того, що є, але не до того, чого нема. З огляду на складність використання в пастирській практиці ідей, що містилися в трактаті Еріугена, Гінкмар залишився не задоволений отриманим роз'ясненням; пізніше часто зазнавав осуду у вирішенні питання про зумовленість в одному ряду з Еріугеною, а також з Пардулом Ланським, наприклад, зі сторони Ремігія Ліонського і учасників Собору південногальських єпископів у Валансі (855 року), що виступили проти рішень Собору в К'єрзі.
У ході другого богословського диспуту з Готшалком Гінкмар написав трактат «De una et non trina Deitate» (Про єдине, а не потрійне Божество, 860/861 рік), присвячений проблемі точного тлумачення догмату про Трійцю і направлений проти його інтерпретації в дусі тритеїзму, в якому підозрювався Готшалк. Проти думки Гінкмара у захист Готшалка виступив Ратрамн із Корбі, але його твір, в якому відстоювалась догматична коректність вживання виразу «потрійне Божество» (trina Deitas), зараз вважається втраченим.
У питанні про тотожність євхаристичного і історичного Тіла Христова Гінкмар поділяв точку зору свого сучасника Пасхазія Радберта. Також Гінкмар активно відстоював необхідність почитання образів Спасителя і святих.
Гінкмар створив ряд трактатів по церковному праву, найзначнішими з яких вважаються «De ecclesiis et capellis» (Про церкви і капели, 857/858 рік), присвячений викладенню прав приватної церкви та їх обґрунтуванню, «De divortio Lotharii…, Quaterniones» (Кватерніон, 868 рік) — про церковне майно, «Opusculum LV capitulorum» (Коротка праця у 55 розділах, 870 рік) — про повноваження архиієпископа в полеміці проти Гінкмара Ланського, «De iure metropolitanorum» (Про право архієпископів, 876 рік), а також «De officiis episcoporum» (Про обов'язки єпископів, 882 рік). Збереглася лише невелика частина обширної кореспонденції Гінкмара, під його впливом або безпосередньою участю були підготовані багато постанов Соборів. При підтримці Гінкмара отримали розвиток бібліотека і скрипторій в Реймсі, де збереглися рукописи IX століття. Твори Гінкмара по церковному праву характеризуються зверненням до римського права, цитуванням Кодексу Феодосія (V століття).
У трактаті «De ordine palatii» (Про управління палацом і королівством, близько 882 року) Гінкмар описав устрій двору каролінгських імператорів і західнофранкських королів, що походило від устрою двору Карла Великого. Гінкмар частково спирався на твір, що не зберігся, абата Корбі Адаларда, племінника Карла Великого, в якому той описав його двір. Трактат є основним джерелом відомостей про королівську капелу і світських придворних посадах та їх функціях у ранньому средньовіччі.
Інший трактат Гінкмара — «De ecclesiis et capellis» — один із основних джерел по історії інституту так званої приватної церкви — храмів, що знаходились під владою світської чи духовної особи або установи, власник яких распоряджався всіма майново-правовими питаннями і, якщо це був єпископ, здійснював духовне керівництво (аналогічно ктиторским, домовим і хрестовим храмам у православній Церкві). Гінкмар описує різноманітні види приватних церков і виступає проти єпископів, що борються з приватними церквами. Базуючись на положеннях «Церковного капітулярія» (Capitulare ecclesiasticum, 818/819 рік) Людовика Благочестивого, Гінкмар рекомендував єпископам обмежити втручання у справи таких храмів наглядом за тим, чи достатньо їх власники забезпечують їх майнове благополуччя. Право вибору кандидатури священика Гінкмар залишав за власником приватної церкви.
У трактаті «Opusculum LV capitulorum» Гінкмар розвинув власну теорію про церковні Собори у полеміці з положеннями Лжеісидорових декреталій про обов'язкові папські санкції на їх проведення і про другорядні положення соборних рішень як джерел права у порівнянні з папськими декреталіями. Відстоював права архієпископів і єпископів, пояснюючи позиції провінціального Собору як concilium perfectum (вищого Собору).
Гінкмару належить також твір «Explanatio in ferculum Salomonis» (Тлумачення на підношення Соломону, 853/856 рік), трактат, присвячений етичним питанням, «De cavendis vitiis et virtutibus exercendis» (Про необхідність збереження від пороків і пробудження чеснот, 869 рік), трактат «De diversa et multiplici animae ratione ad Carolum Calvum regem» (Про різне і багатозначне визначення душі до короля Карла Лисого), агіографічні твори «Vita s. Remigii» (Житіє святого Ремігія, 878 рік), «De visione Bernoldi presbyteri» (Про видіння пресвітера Бернольда, 877 рік) та інші. Гінкмар працював також над третьою частиною Сен-Бертенських анналів (Annales Bertiniani), офіційному літописі Західноєвропейського королівства, де ним були відображені події з 861 по 882 роки.